# Савала, Хесус
Хесус Савала (исп. Jesús Eduardo Zavala Castañeda; род. 21 июля 1987[…], Монтеррей) — бывший мексиканский футболист. опорный полузащитник известный по выступлениям за клубы «Монтеррей», «Пуэбла» и сборную Мексики. 

## Клубная карьера
Савала является выпускником футбольной академии «Монтеррея». После выпуска из академии, в сезоне Клаусуры 2005, Хесус отправляется в аренду в клуб Лиги Ассенсо — «Кобрас». За новую команду, он сыграл 9 матчей и забил 3 мяча. В начале сезона Аперутры 2005 он вернулся в расположение «Монтеррея», где из-за высокой конкуренции выступал в основном за резервную команду.
11 февраля 2006 года в матче против «Толуки» Савала дебютировал в мексиканской Премьере. 4 октября 2008 года в поединке против «Хагуарес Чьяпас» Хесус забил свой первый гол, правда он не помог команде одержать победу.
Основным игроком в «Монтеррее» Савала стал в 2009 году с приходом на тренерский «мостик» Виктора Мануэля Вучетича. В том же году полузащитник выигрывает свой первый чемпионский титул, в финальном поединке дважды побеждая «Крус Асуль». Спустя год Хесус выиграл чемпионат повторно, на этот раз в финале была повержена «Сантос Лагуна». В 2010 году Завала дебютировал на международном уровне, приняв участие в Лиге Чемпионов КОНКАКАФ и Кубке Либертадорес. Хесус выиграл Кубок Чемпионов КОНКАКАФ в том же году, а в следующем сезоне защитил титул. 16 сентября 2012 года в матче против «Пуэблы», Завала получил травму колена, которая оставила его без игры на несколько месяцев.

## Международная карьера
Дебют Хесуса в сборной Мексики состоялся при тренере Хосе Мануэле де ла Торре. 10 февраля 2011 года Савала вышел на поле в товарищеском матче против сборной Боснии и Герцеговины.
В том же году он в составе национальной сборной выиграл Золотой кубок КОНКАКАФ. На турнире Хесус принял участие в матчах против сборных Гватемалы и США.
В 2011 году Савала стал победителем Панамериканских игр в родной Гвадалахаре. Защитник принял участие в поединках турнира против команд Эквадора, Тринидада и Тобаго, Уругвая, Коста-Рики и Аргентины. В поединке против уругвайцев Хесус забил гол.
12 июня 2012 года в матче отборочного турнира на Чемпионат Мира 2014, против сборной Сальвадора Хесус забил свой первый гол за национальную команду.
В 2013 году в составе сборной Савала принял участие в Кубке Конфедераций. На турнире он сыграл в матчах против команд Италии и Японии.

### Голы за сборную Мексики (до 23)
| #   | Дата            | Место                                  | Противник | Счёт | Результат | Соревнование         |
| --- | --------------- | -------------------------------------- | --------- | ---- | --------- | -------------------- |
| 01. | 23 октября 2011 | Эстадио Омнилайф, Гвадалахара, Мексика | Уругвай   | 3:0  | 3:0       | Панамериканские игры |

### Голы за сборную Мексики
| #   | Дата            | Место                                       | Противник  | Счёт | Результат | Соревнование                     |
| --- | --------------- | ------------------------------------------- | ---------- | ---- | --------- | -------------------------------- |
| 01. | 12 июня 2012    | Эстадио Кускатлан, Сан-Сальвадор, Сальвадор | Сальвадор  | 1:0  | 2:1       | Чемпионат мира 2014 квалификация |
| 02. | 7 сентября 2012 | Эстадио Насионал, Сан-Хосе, Коста-Рика      | Коста-Рика | 2:0  | 2:0       | Чемпионат мира 2014 квалификация |

## Достижения
Клубные
 «Монтеррей»
- Победитель мексиканской Примеры (2) — Апертура 2009, Апертура 2010
- Победитель Лиги чемпионов КОНКАКАФ (3) — 2010/2011, 2011/2012, 2012/2013

Международные
 Мексика
- Победитель Панамериканских игр — 2011
- Обладатель Золотого кубка КОНКАКАФ — 2011